# Căpușă comună
Căpușă comună (Ixodes ricinus) este o căpușă din familia ixodidelor (Ixodidae) răspândită în Europa, Africa de Nord și Rusia Centrală, fiind un ectoparazit al mamiferelor și omului și provocă prin înțepătura ei dermatite pruriginoase, anemie sau poate servi ca vector pentru diverse microorganisme patogene a omului și mamiferelor: Babesia (babesioza), Borrelia burgdorferi (borrelioza Lyme), Staphylococcus aureus, Anaplasma (anaplasmoza), Coxiella burnetii (febra Q), Rickettsia conorii (febră butonoasă), virusul encefalitei de căpușă (encefalita de căpușă), virusul louping-ill (encefalomielita infecțioasă ovină).
Numele de ricinus vine de la asemănarea femelei cu un bob de ricin în momentul când este plină cu sânge.

## Morfologie
Căpușele adulte au o culoare roșu-brun. Femela este cenușiu-deschisă după ce s-au  hrănit cu sânge. Femela este mai mare decât masculul. Masculii au 2,5-3 mm în lungime și toate cele patru perechi de picioare sunt vizibile. Femelele înfometate au 3-4 mm în lungime și până la 11 mm în lungime după ce s-au  hrănit.  
Corpul căpușei este împărțit într-o regiune anterioară, capitulul (gnatosoma), și o regiune posterioară, idiosoma. Capitulul, se compune dintr-o regiune posterioară, baza capitulului, și o regiune anterioară, piesele bucale (rostrul) care sunt formate din palpi, chelicere și hipostom.
Rostrul este lung și situat în parte anterioară, astfel încât privind căpușa pe partea sa dorsală sau ventrală rostrul este bine vizibil. Rostrul este susținut de un organ special: baza capitulului, dispus într-o depresiune anterioară a corpului, numită camerostom. 
Piesele bucale care alcătuiesc rostrul sunt formate dintr-un hipostom, în formă de măciucă, situat ventral. El are pe fața sa numeroși spini  recurenți.  Cu ajutorul hipostomului căpușa suge sângele.  Hipostomul pătrunde în tegument și se fixează puternic și datorită spinilor recurenți nu mai poate fi scos decât cu greutate. 
De o parte și de alta a hipostomului se găsesc 2 palpi maxilari care au 4 articole (segmente). Ultimul articol al palpului maxilar este puțin dezvoltat. 
Pe rostru se află o pereche de chelicere, care sunt  niște formațiuni dreptunghiulare, în vârful cărora este articulată o pseudopensă bidactilă, prevăzută cu dinți. Chelicerele se mișcă în lungul hipostomului dinainte-înapoi și se retractă într-o teacă, numită teaca chelicerelor, care acoperă baza lor. Cu ajutorul chelicerelor căpușa tăie pielea gazdelor înainte de a introduce piesele bucale.
Idiosoma este compusă din plăci chitinoase numite scuturi. Femela are pe suprafața dorsală o singură placă chitinoasă, care acoperă jumătatea anterioară a corpului. Ventral, femela este lipsită de plăci chitinoase. Masculul are plăci chitinoase atât pe fața dorsală cât și pe fața ventrală; pe fața dorsală este acoperit în întregime de o placă chitinoasă, iar pe fața ventrală se observă un număr de 7 plăci de dimensiuni diferite: o placa pregenitală, o placa mediană, 2 plăci marginale, 2 plăci adanală și o placa anală. 
Idiosoma este împărțită într-o regiune anterioară, numită podosoma și  o regiune posterioară, opistosomă.  
Podosoma poartă 4 perechi de picioare la adulți (trei la larve) și orificiile genitale. Picioarele (membrele) sunt compuse din șase segmente: coxa, trohanter, femur, tibie, metatars și tars. Coxele sunt sudate de podosomă. Picioarele se termină cu două gheare și o formațiune în formă de ventuză, numită pulvil (pulvillus). Pe tarsul perechii I de picioare se află o depresiune acoperită cu numeroși peri, organul lui Haller, care este un organ senzorial cu rol olfactiv. Pe unghiul intern posterior al coxei primei perechi de picioare se află un pinten care se suprapune pe coxa perechii a doua de picioare. Tarsul are o lungime moderată (0,8 mm la femele și 0,5 mm la masculi) și se îngustează spre vârf.
Opistosomă, care se află posterior de picioarele IV,  poartă 2 orificii respiratorii și un orificiu anal. Orificiile respiratorii perechi, numite stigme sau spiracule, sunt dispuse de o parte și de alta, lateral după perechea a IV-a de picioare. Orificiu stigmatic este înconjurat de o placă chitinoasă bine dezvoltată, numită peritremă sau placa spiraculară.
Ixodes ricinus este lipsită de ochi.

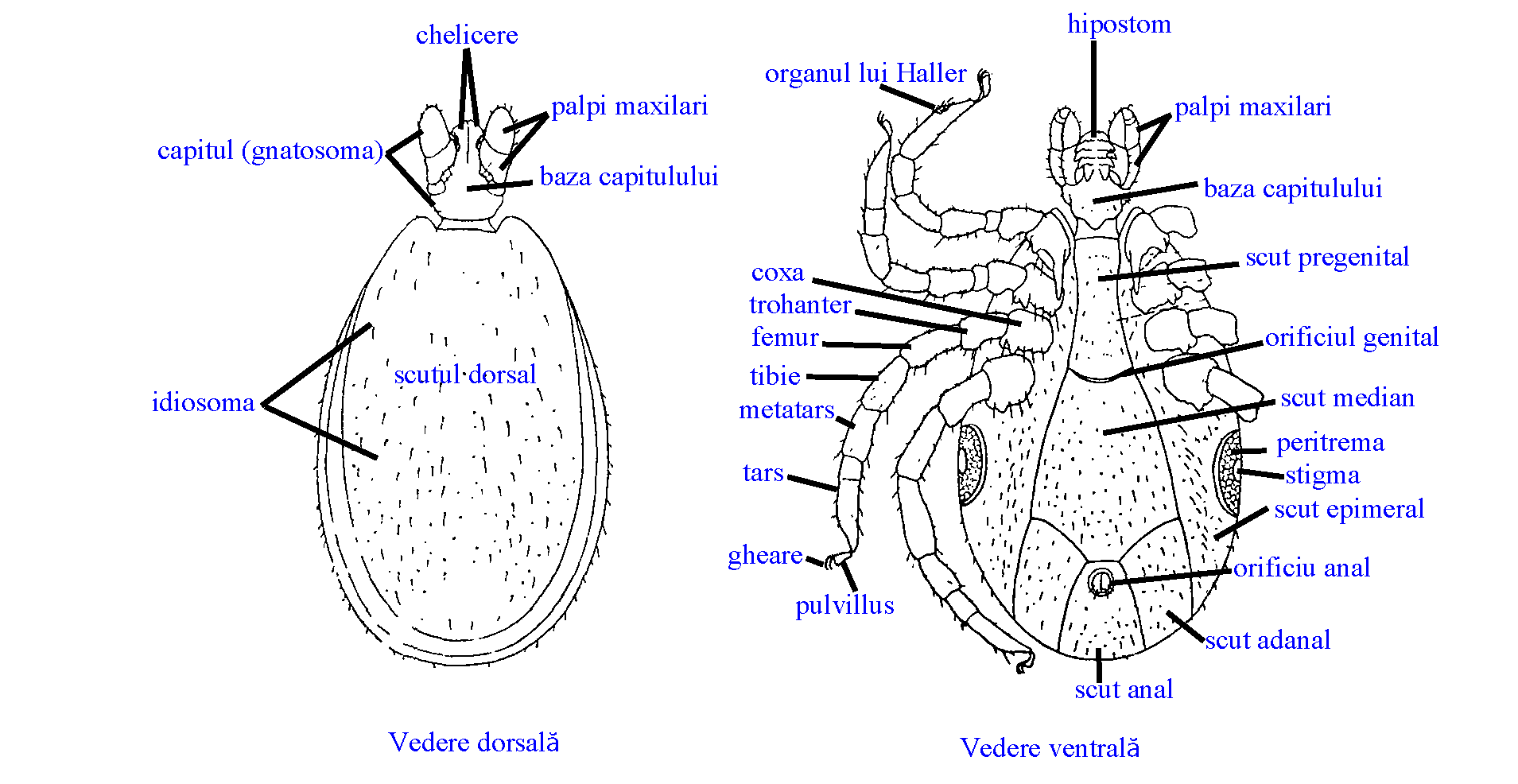
Masculul

## Gazdele
Ixodes ricinus este o căpușă cu trei gazde. 
Ea atacă în stare adultă diverse mamifere mari: bovine, cabaline, ovine, câini, pisici, precum și specii de animale sălbatice: căprioare, cerbi etc. Uneori atacă și omul. 
În stadiul de larvă hexapodă și nimfă octopodă, atacă animalele mai mici de pășune: șoareci, șobolani, veverițe, cârtițe, arici, reptile și păsări.
În România Ixodes ricinus este o specie foarte frecventă, fiind identificată la om, animale de companie (câini, pisici), vite (bovine, cabaline, ovine), rozătoare, insectivore, lagomorfe, mustelide, carnivore, cervide, păsări, reptile.

## Ciclul de viață

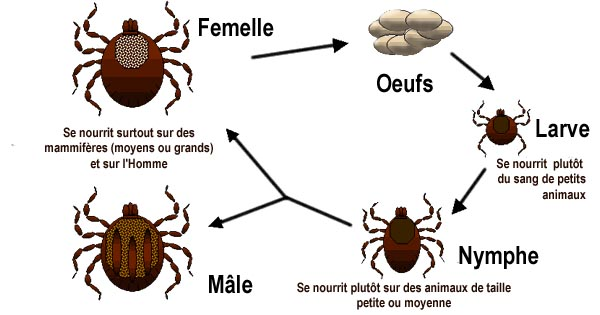
Ciclul de viață al căpușelor

Ixodes ricinus este un parazit ce necesită în dezvoltarea sa 3 gazde. Durata ciclului evolutiv de la ou până la adult este de 3 ani, iar fiecare stadiu durează un an: un an ocupă larva, un an nimfa și un an adultul. În timpul vieții lor de 3 ani căpușa este hematofagă (se hrănește cu sânge) numai 3 săptămâni, iar în fiecare stadiu (de larva, nimfa și adult) se hrănește cu sânge numai câteva zile. Ciclul de viață se poate scurta la 2 ani, în funcție de temperatură. Prezintă o mare rezistență la inaniție. Ca larvă poate supraviețui fără hrană 10-19 luni; ca nimfă trăiește 7-18 luni, iar ca adult până la 1 an.

### Ouăle
După acuplare, femelele gorjate ating o lungime de până la 11-15 mm și cad de pe gazdă pe sol, unde depun 1000-2000 ouă în decurs de 1 lună. La depunere, ouăle sunt învelit într-o substanță albuminoasă aglutinantă, formând o aglomerare voluminoasă ce rămâne un timp fixată de partea anterioară a căpușei. Această substanță este secretată de o glandă specială, glanda cefalică sau organul lui Gene, situată la partea anterioară a scutului chitinos. Ouăle cad apoi de pe femelă pe sol, și rămân atașate unele de altele în formă de grămezi. După depunerea ouălor, femela se usucă și moare. În natură, ouăle sunt depuse pe iarbă sau pe frunzele uscate.
Temperatura și umiditatea mediului ambiant au o influență evidentă asupra eliminării ouălor. Ouăle nu rezistă la desicare. Numărul cel mai mare de ouă este depus la temperatura de 30° și umiditate de 100%. Forma ouălor este sferică sau oval-alungită; au culoare brună-deschis, un înveliș dur, lucios, și nu devin turgescente când sunt puse în apă

### Larva
Larvele eclozează (ies din ou) după 3-36 săptămâni (în funcție de temperatură) în timpul verii și se hrănesc pentru prima dată în vara următoare. Pentru dezvoltare, necesită un anumit grad de umiditate. Dacă starea higrometrică nu este favorabilă, ouăle se usucă și mor. Larvele au aproximativ 1 mm lungime, sunt de culoare gălbuie și au numai trei perechi de picioare, adică sunt hexapode.
Pentru a evolua larva are nevoie să-și ia prânzul hematofag; totuși, ea poate rezista la inaniție chiar 1 an. Larva o dată eclozată se cațără pe vârfurile firelor de iarbă în așteptarea gazdei. Când întâmplator trece un animal prin apropiere, larva se fixează pe el și își începe prânzul hematofag; ele caută regiunea cu pielea mai fină (ureche, perineu), pentru a se hrăni. Larvele se fixează pe mamifere mici: șoareci de câmp, șobolani, veverițe, arici, cârtițe sau păsări mici; uneori pe reptile și chiar pe mamifere mai mari sau pe oameni.
Ele se hrănesc câteva zile (3-6 zile) crescând în greutate de 10-20 de ori. După ce și-a luat hrana necesară, larva gorjată (îndopată cu sânge) părăsește gazda și cade pe sol, unde se retrage în ierburi și duce viață liberă 5-7 săptămâni (uneori până la 5 luni), după care năpârlește și se transformă în nimfă octopodă. 

### Nimfa
Nimfa are aproximativ 2 mm lungime se aseamănă cu adultul, este octopodă (are 4 perechi de picioare), ca și acesta, dar nu are orificiu genital.
Nimfele încep să caute o nouă gazdă după aproximativ 12 luni. Ea atacă un alt mamifer, care reprezintă cea de a doua gazdă, de obicei mai mare decât cea a larvelor (de obicei, o pasăre, iepure sau veveriță), și începe să sugă sânge. Se hrănește cam 3-7 zile, se desprinde apoi și cade pe sol unde își continuă viața liberă în decurs de 2-8 luni. După o năpârlire, nimfa se transformă în adult, mascul sau femelă.

### Adulții
La început, adulții sunt transparenți, datorită învelișului chitinos incomplet consolidat; după câteva zile, își capătă însă aspectul lor caracteristic. 
Douăsprezece luni mai târziu, adulții încep să caute gazda. Adulții atacă, mai ales primăvara, altă gazdă, de obicei mamifere mari (bovine, cabaline, ovine, câini, pisici, căprioare, cerbi etc., uneori și omul) care reprezintă cea de a treia gazdă în ciclul lor evolutiv. Pentru a ataca gazda ei se urcă pe vegetație mai înaltă. 
Femela se fixează pe gazdă și suge sânge timp de 5-14 zile, timp în care, se împerechează. Hrană cu sânge îi va servi pentru maturarea ouălor. Masculii sug rareori sânge; ei sunt foarte vioi și aleargă pe pielea gazdei în căutarea femelelor. După depunerea ouălor, femela moare. Masculii mor imediat după acuplare.

## Răspândirea în România
Ixodes ricinus este cea mai răspândită specie și cu populația cea mai densă din România. Se întâlnește de la Dunăre până în regiunile de nord a României, atât în regiunile de șes și deal, cât și în regiunile montane de mare altitudine, la peste 1.600 m. Atacul de Ixodes ricinus în regiunile de șes și deal asupra animalelor și omului se desfășoară în două valuri: primul are loc primăvara în martie, ajunge la un maximum la jumătatea lunii mai, apoi regresează în iunie și începutul lunii iulie. Al doilea atac al căpușelor începe la finele lunii august, atinge un maximum la jumătatea lunii septembrie și regresează în prima parte a lunii octombrie. În zonele montane primul atac se extinde până în lunile iulie-august.
Gazdele căpușei Ixodes ricinus din România:
- Reptile: șopârla de câmp (Lacerta agilis), gușterul (Lacerta viridis), șopârla de stepă (Podarcis tauricus), șopârla de munte (Zootoca vivipara), broasca țestoasă de lac (Emys orbicularis);
- Păsări:  fazanul de vânătoare (Phasianus colchicus), potârnichea (Perdix perdix), curcanul sălbatic (Meleagris gallopavo), vânturelul roșu (Falco tinnunculus), cristelul de câmp (Crex crex), mătăsarul (Bombycilla garrulus), coțofana (Pica pica), măcăleandrul (Erithacus rubecula), privighetoarea (Luscinia megarhynchos), codroșul de munte (Phoenicurus ochruros), mierla neagră (Turdus merula), cocoșarul (Turdus pilaris), sturzul de vii (Turdus iliacus ), sturzul cântător (Turdus philomelos), graurul (Sturnus vulgaris), cinteza (Fringilla coelebs), botgrosul (Coccothraustes coccothraustes), gaița (Garrulus glandarius), pițigoiul mare (Parus major), presura galbenă (Emberiza citrinella);
- Mamifere:

Omul (Homo sapiens);
Carnivore: 
canide (Canidae): vulpea (Vulpes vulpes), șacalul (Canis aureus), câinele (Canis familiaris), lupul (Canis lupus);
felide (Felidae): pisica de casă (Felis catus), pisica sălbatică (Felis silvestris);
mustelide (Mustelidae): nevăstuica (Mustela nivalis), dihorul (Mustela putorius);
Rozătoare:
sciuride (Sciuridae): veveriță (Sciurus vulgaris), popândăul (Spermophilus citellus);
gliride (Gliridae): pârșul de alun (Muscardinus avellanarius), pârșul de stejar (Eliomys quercinus), pârșul cu coada stufoasă (Dryomys nitedula);
muride (Muridae): șobolanul de câmp (Apodemus agrarius), șoarecele de pădure (Apodemus sylvaticus), șoarecele gulerat (Apodemus flavicollis), șoarecele de stepă (Apodemus uralensis, syn. Apodemus microps), șoarecele pitic (Micromys minutus);
cricetide (Cricetidae): șobolanul de apă (Arvicola terrestris), șoarecele scurmător (Clethrionomys glareolus), șoarecele de câmp (Microtus arvalis), șoarecele subpământean (Microtus subterraneus);
Lagomorfe:
leporide (Leporidae): lapinul (Oryctolagus cuniculus);
Insectivore:
erinaceide (Erinaceidae): ariciul (Erinaceus roumanicus);
soricide (Soricidae): chițcanul de pădure (Sorex araneus), chițcanul pitic (Sorex minutus), chițcanul de câmp (Crocidura leucodon), chițcanul de grădină (Crocidura suaveolens), chițcanul de apă (Neomys fodiens);
Artiodactile: 
bovide (Bovidae): vaca (Bos taurus), capra domestică (Capra hircus), oaia domestică (Ovis aries);
cervide (Cervidae): căprioara (Capreolus capreolus);
suide (Suidae): mistrețul (Sus scrofa);
Perisodactile:
ecvide (Equidae): calul domestic (Equus caballus), măgarul (Equus asinus).

## Transmiterea bolilor
Babesioza la Caini Arhivat în 15 februarie 2015, la Wayback Machine.

## Prevenția
Purtarea hainelor de culoare deschisa, evitarea locurilor verzi in perioada de vegetatie